# Tyronne Ebuehi
Tyronne Efe Ebuehi, né le 16 décembre 1995 à Haarlem (Pays-Bas), est un footballeur international nigérian, qui évolue au poste d'arrière droit au sein du club italien de Empoli FC.

## Biographie

### En club
Le 19 mai 2018, Tyronne Ebuehi signe un contrat de cinq saisons avec le Benfica Lisbonne.

### En équipe nationale
Le 14 novembre 2017, Tyronne Ebuehi fait ses débuts avec l'équipe du Nigeria lors d'un match amical face à l'Argentine, en remplaçant Abdullahi Shehu au début de la seconde mi-temps, pendant laquelle son équipe prend l'avantage (victoire 4-2).
Depuis ce match, le sélectionneur Gernot Rohr le convoque régulièrement dans la sélection nigériane, et le 3 juin 2018, Ebuehi est retenu dans la liste des 23 Super Eagles pour disputer la Coupe du monde 2018 en Russie.

## Statistiques
Le tableau ci-dessous récapitule les statistiques de Tyronne Ebuehi lors de sa carrière professionnelle en club :
| Saison                | Club                  | Championnat           | Championnat | Championnat | Coupe(s) nationale(s) | Coupe(s) nationale(s) | Total | Total |
| Saison                | Club                  | Division              | M.          | B.          | M.                    | B.                    | M.    | B.    |
| 2014-2015             | ADO La Haye           | Eredivisie            | 7           | 0           | -                     | -                     | 7     | 0     |
| 2015-2016             | ADO La Haye           | Eredivisie            | 14          | 0           | 1                     | 0                     | 15    | 0     |
| 2016-2017             | ADO La Haye           | Eredivisie            | 29          | 1           | 2                     | 0                     | 31    | 1     |
| 2017-2018             | ADO La Haye           | Eredivisie            | 28          | 0           | 1                     | 0                     | 29    | 0     |
| Total sur la carrière | Total sur la carrière | Total sur la carrière | 78          | 1           | 4                     | 0                     | 82    | 1     |